# Ritz (musikgrupp)
Ritz var en svensk musikgrupp under 1980-talet med Peter Wanngren, Bertil Engh, Monica Forsberg och Kerstin Andeby. Ritz deltog i melodifestivalen 1983 med "Marionett" (4:a) och 1985 som reserv med "Nu har det hänt igen" (6:a).

## Diskografi

### Singlar
| Titel                                                                 | Utgivningsår | Källor |
| --------------------------------------------------------------------- | ------------ | ------ |
| "Marionett"/"Marionett"                                               | 1983         | [ 3 ]  |
| "Nå'nstans i det blå" ("Swingin' on a Star")/"En morgon" ("Tomorrow") | 1983         | [ 4 ]  |
| "Det brinner ett ljus"/"Snart är det jul"                             | 1983         | [ 5 ]  |
| "Nu har det hänt igen"/"Här kommer sommar'n"                          | 1985         | [ 6 ]  |
| "Kommer du till sommaren"/"Du eller jag"/("Maybe I Know")             | 1985         | [ 7 ]  |

### Fotnoter
1. ↑  ”Melodifestivalen 1983”. Sveriges Radio. 20 januari 2006. https://sverigesradio.se/sida/artikel.aspx?programid=2521&artikel=778715. Läst 21 februari 2020.
2. ↑  ”Melodifestivalen 1985”. Sveriges Radio. 20 januari 2006. https://sverigesradio.se/sida/artikel.aspx?programid=2521&artikel=778717. Läst 21 februari 2020.
3. ↑  ”Marionett”. Svensk mediedatabas. 25 februari 1983. https://smdb.kb.se/catalog/id/001883003. Läst 21 februari 2020.
4. ↑  ”Nå'nstans i det blå”. Svensk mediedatabas. 25 februari 1983. https://smdb.kb.se/catalog/id/001883299. Läst 21 februari 2020.
5. ↑  ”Det brinner ett ljus”. Svensk mediedatabas. 25 februari 1983. https://smdb.kb.se/catalog/id/001883300. Läst 21 februari 2020.
6. ↑  ”Nu har det hänt igen”. Svensk mediedatabas. 25 februari 1985. https://smdb.kb.se/catalog/id/001883639. Läst 21 februari 2020.
7. ↑  ”Kommer du till sommaren”. Svensk mediedatabas. 25 februari 1985. https://smdb.kb.se/catalog/id/001884260. Läst 21 februari 2020.